# Ratková
Ratková (em húngaro: Ratkó) é um município da Eslováquia, situado no distrito de Revúca, na região de Banská Bystrica. Tem 12,71 km² de área e sua população em 2018 foi estimada em 630 habitantes.

## Demografia
| Ano:        | 1994 | 2004   | 2014   | 2024    |
| ----------- | ---- | ------ | ------ | ------- |
| Broj ljudi: | 525  | 562    | 583    | 650     |
| Razlika:    |      | +7,04% | +3,73% | +11,49% |

| Ano:               | 2023 | 2024   |
| ------------------ | ---- | ------ |
| Número de pessoas: | 648  | 650    |
| Diferença:         |      | +0,30% |